# 리눅스 매거진
리눅스 매거진(Linux Magazine)은 리눅스 소프트웨어 애호가 및 전문가를 위한 국제 잡지이다. 독일어권에서는 컴퓨텍 미디어(Computec Media GmbH)에서 발행하며, 영어판은 리눅스 뉴 미디어 USA(Linux New Media USA, LLC.)에서 발행한다.

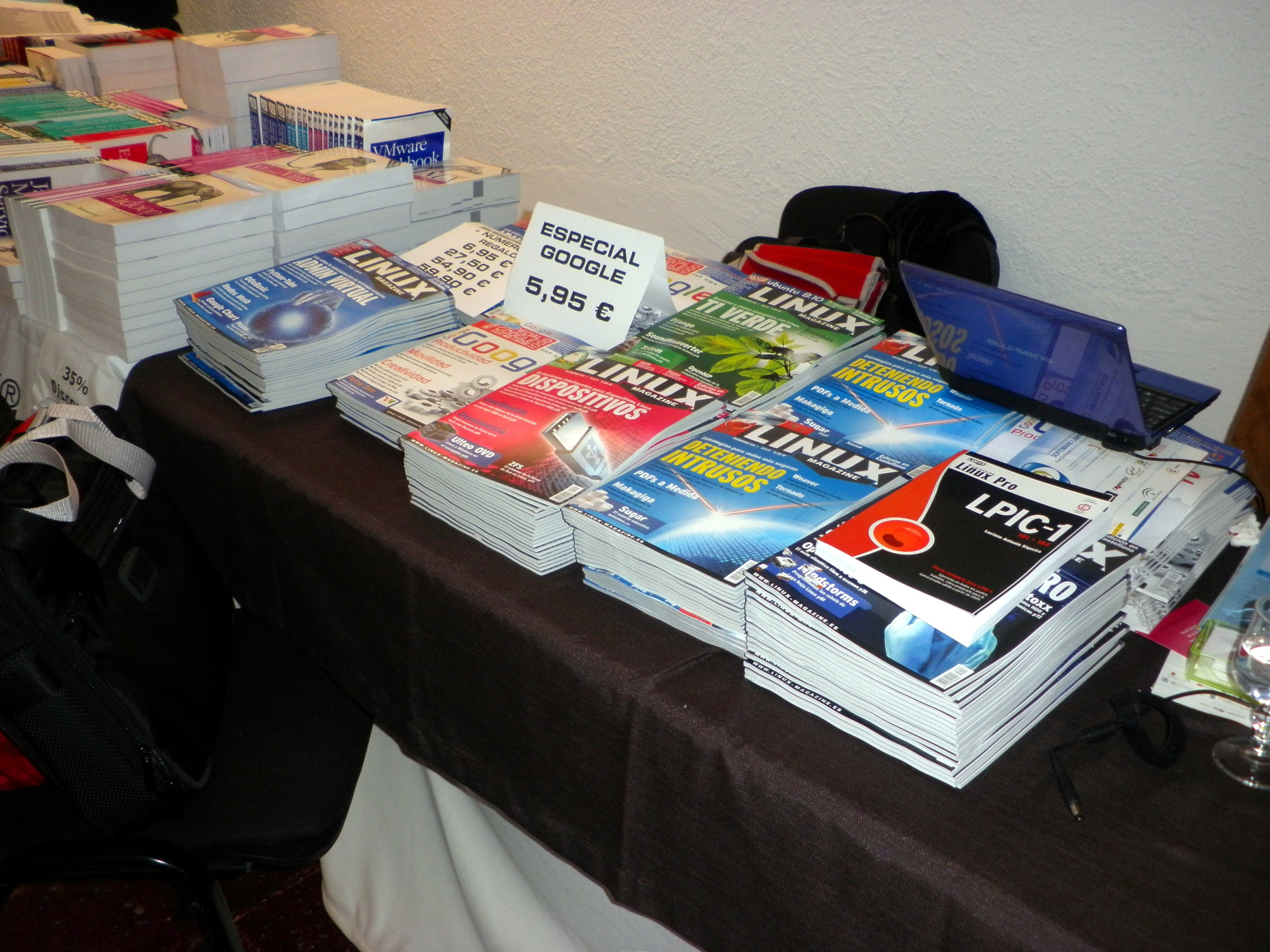
판매 중인 스페인어판 잡지들

이 잡지는 1994년에 독일어로 처음 발행되었고, 이후 영어, 폴란드어, 브라질 포르투갈어, 스페인어로도 발행되었다. 독일어판은 리눅스-마가진(ISSN 1432-640X)이라고 불리며, 미국/캐나다판은 2023년 1월까지 리눅스 프로 매거진(ISSN 1752-9050)이었다가 이름이 리눅스 매거진으로 변경되었다. 창립 회사는 Articon GmbH였다.
이 잡지는 매월 첫째 주 목요일에 발행된다. 각 호에는 일반적으로 최신 버전의 리눅스 배포판이 포함된 DVD-ROM이 동봉된다.

## 리눅스-마가진
리눅스-마가진은 세계에서 가장 오래된 리눅스 관련 잡지 중 하나이다. 독일어판 첫 호는 리눅스 저널의 첫 호가 나온 지 7개월 후인 1994년 10월에 독일 리눅스 사용자 그룹인 DELUG의 정보지로 발행되었다. 이 잡지의 슬로건은 "Die Zeitschrift für Linux-Professionals"(독일어로 "리눅스 전문가를 위한 잡지")이다.
Medialinx AG는 자사 잡지들과 함께 2014년에 컴퓨텍 미디어(Computec Media)에 인수되었다.

## 인포스트라다의 미국 기반 잡지
리눅스 뉴 미디어가 리눅스-마가진의 북미 버전을 출시했을 때, InfoStrada가 미국에서 발행하던 리눅스 매거진이라는 다른 잡지와의 이름 충돌을 피하기 위해 Linux New Media의 미국 및 캐나다판 잡지는 리눅스 프로 매거진이라는 이름을 사용했다.
리눅스 매거진(ISSN 1536-4674)은 마운틴뷰 (캘리포니아주)에 기반을 둔 InfoStrada가 미국에서 영어로 발행하던 리눅스 관련 잡지였다. 이 잡지는 시스템 관리, 리눅스 배포판, 자유 소프트웨어, 리눅스 개발 및 기타 주제를 다루었다.
2008년 6월, 리눅스 뉴 미디어 USA는 인포스트라다(InfoStrada)로부터 잡지 관련 자산을 인수했다. 그 결과, InfoStrada의 리눅스 매거진은 더 이상 인쇄 구독을 제공하지 않았다. InfoStrada의 리눅스 매거진 웹사이트는 QuinStreet의 Internet.com 네트워크에 인수되었으므로, 리눅스 뉴 미디어의 북미판 잡지에는 이름 변경이 적용되지 않았다. QuinStreet 사이트의 최신 기사는 2011년 6월 30일자이다.
2016년 10월, 리눅스 보이스는 리눅스 매거진의 특별 섹션으로 통합되었다.

## 같이 보기
- 리눅스 포맷
- 리눅스 저널
- 리눅스 보이스